# Fabiano Silveira
Fabiano Augusto Martins Silveira (Belo Horizonte, 19 de dezembro de 1974) é um jurista brasileiro. formado pela Universidade Federal de Minas Gerais, instituição na qual obteve o título de Mestre (2003) e de Doutor em Ciências Penais (2008). Tem sua vida marcada pelo combate à morosidade processual e o combate à corrupção. Em 2016, ele foi Ministro da Transparência, Fiscalização e Controle do Brasil no governo interino de Michel Temer.
Em 2002, o jurista foi aprovado para exercer a função de consultor legislativo das áreas de direito penal, processual penal e penitenciário. Neste período, Fabiano Silveira participou, diretamente, da formulação de leis de grande impacto social, como o Estatuto do Estatuto do Desarmamento (2003), Lei do Combate ao Trabalho Escravo (2003), Lei de Drogas (2006) e a Lei de Combate à Pedofilia na Internet (2008).
O jurista ainda é um dos responsáveis pela elaboração do projeto da reforma de Código de Processo Penal (2008/2009). O texto, que já foi aprovado no Senado (PLS 156/2009), diminui o número de recursos judiciais e prevê julgamentos rápidos para crimes leves, em caso de confissão pelo réu.
Em 2011, Fabiano Silveira foi o indicado do Senado para integrar o Conselho Nacional do Ministério Público. Já, em 2013, foi indicado para o cargo de conselheiro do CNJ (Conselho Nacional de Justiça) no biênio 2013 e 2015.

## CNJ
Em sua passagem pelo CNJ, de 2014 a 2016, ocupou a função de ouvidor-chefe, onde se destacou por ter como principal bandeira de seu trabalho a luta contra a morosidade processual. À época, em entrevista para a revista Consultor Jurídico, Fabiano Silveira destacou: “ A pior sentença é aquela que não vem. Esse é nosso desafio central. Nosso trabalho é apontar como o Poder Judiciário tem de canalizar energia para buscar soluções para este problema”.
Ainda no CNJ, em 2015, Fabiano Silveira participou dos debates no CNJ sobre a regulamentação da Lei de Acesso à Informação em órgãos do Judiciário. A lei, sancionada em 2011, determina que todos os órgãos públicos forneçam informações relativas às suas atividades aos cidadãos.

## Magistério
Hoje, ainda trabalha como professor convidado de cursos de especialização e pós-graduação de diversas instituições públicas e privadas, como o Instituto Brasiliense de Direito Público e a Universidade Nove de Julho (UniNove), em regime celetista. Fabiano Silveira também ministra palestras em inúmeros eventos, especialmente na área de ciências criminais.

## Publicações
Fabiano Silveira é autor do livro Da criminalização do racismo: aspectos jurídicos e sociocriminológicos, publicado pela Editora Del Rey (2006), que apresenta uma revisão das teorias sociológicas sobre as manifestações do racismo na sociedade brasileira e define os tipos penais da Lei n. 7.716/89, seguida da exposição particularizada dos crimes em espécie e de um extenso repertório jurisprudencial sobre a matéria.
Além disso, o jurista publicou diversos artigos em periódicos especializados, como O diálogo entre ciência e política no processo de formação das leis penais, Revista de Informação Legislativa, Volume 186, 2010 e A grande mídia e a produção legislativa em matéria penal, Senatus, Senado Federal, Volume 8, 2010. Fabiano Silveira também é coautor da coletânea Constituição de 1988: o Brasil 20 anos depois, Senado Federal, 2008, em que participou com o trabalho A Constituição e o princípio da ofensividade penal vinte anos depois.